# Jules Lemaître
François Élie Jules Lemaître, född 27 april 1853, död 4 augusti 1914, var en fransk författare.
Lemaître verkade från omkring 1880 som essayist i Revue bleue, var kulturkrönikör i Le Figaro och teaterkritiker i Journal des débats och framträdde samtidigt som novellförfattare och stilren parnassisk lyriker. Hans recensioner har samlats i Les contemporains (åtta band, 1885-1902) och Impressions de théâtre (tio band, 1888-1902). 
År 1889 debuterade Lemaître som teaterdiktare och skrev därefter fram till 1905 ett tiotal skådespel, däribland L'âge difficile (1895, Den farliga åldern, uppförd i Stockholm 1896), gärna byggda på äktenskapskonflikter, ibland med genomförd satir på en eller annan samhällsföreteelse, alla utmärkta av spirituell dialog och scenteknisk behändighet. 
Lemaître utgav dessutom en socialfilosofisk roman Les rois (1893), som beskriver hans skeptiska syn på samtiden och dess utvecklingsgång. Under Dreyfusaffärens senare skede kom Lemaître att ställa sig i spetsen för den nationalistiska rörelsen. Hans artiklar finns samlade i Théories et impressons (1903) och Discours royalistes (1908-1911). Hans rent litterära verksamhet efter denna period bestod i huvudsak av starkt personliga monografier över Rousseau (1907), Racine (1908), Chateaubriand (1912) och Fénelon (1914). 
Lemaîtres betydelse för samtida fransk kultur vilade främst på hans ställning som inflytelserik litteraturkritiker. Som sådan utgick han från fransk-klassisk tradition, men med skarp front mot såväl romantik som naturalism, under vilket namn de än uppträder och lägger endast "intrycket" ("l'impression") av förnuft och god smak till grund för all konstnärlig värdesättning.

## Böcker på svenska
- Kungarne (översättning Walborg Hedberg, Bonnier, 1893) (Les rois)
- Sophie de Montcernay (Åbo, 1902)
- Jean Jacques Rousseau: tio föreläsningar (översättning Axel Bergström, Norstedt, 1912)
- Kungarna (översättning A. Berg (dvs. Adil Bergström), Holmquist, 1913) (Les rois)
- De två underbara blommorna (anonym översättning, Helsingfors: Hemma och ute, 1914)